# Vicariato apostolico di Soddo
Il vicariato apostolico di Soddo (in latino Vicariatus Apostolicus Soddensis) è una sede della Chiesa cattolica in Etiopia immediatamente soggetta alla Santa Sede. Nel 2022 contava 198.000 battezzati su 	5.835.000 abitanti. È retta dal vescovo Dejene Hidoto Gamo, O.F.M.Cap.

## Territorio
Il vicariato apostolico comprende i seguenti territori dell'Etiopia: Kambatta Alaba e Timbaro (KAT), Hadiya, Wolayta, Dawro-Konta e Goffa nella regione delle Nazioni, Nazionalità e Popoli del Sud.
Sede del vicariato è la città di Soddo, dove si trova la cattedrale della Santissima Trinità.
Il territorio si estende su 45.500 km² ed è suddiviso in 36 parrocchie.

## Storia
La prefettura apostolica di Hosanna fu eretta il 13 febbraio 1940 con la bolla Quae utilia di papa Pio XII, ricavandone il territorio dal vicariato apostolico di Gimma (oggi vicariato apostolico di Nekemte) e dalla prefettura apostolica di Neghelli (oggi vicariato apostolico di Auasa).
Il 30 dicembre 1977 cambiò nome in favore di prefettura apostolica di Soddo-Hosanna.
Il 15 ottobre 1982 la prefettura apostolica è stata elevata a vicariato apostolico con la bolla Compertum habentes di papa Giovanni Paolo II.
Il 20 gennaio 2010 ha ceduto una porzione del suo territorio a vantaggio dell'erezione del vicariato apostolico di Hosanna; in quest'occasione ha assunto il nome attuale.

## Cronotassi dei vescovi
Si omettono i periodi di sede vacante non superiori ai 2 anni o non storicamente accertati.
- Tiziano da Verona, O.F.M.Cap. † (25 ottobre 1940 - 1945 deceduto)
  - Sede vacante (1945-1952)
- Urbain-Marie Person, O.F.M.Cap. † (2 gennaio 1952 - 16 febbraio 1973 dimesso)
  - Sede vacante (1973-1979)
- Domenico Crescentino Marinozzi, O.F.M.Cap. † (23 febbraio 1979 - 5 gennaio 2007 ritirato)
- Rodrigo Mejía Saldarriaga, S.I. (5 gennaio 2007 - 12 gennaio 2014 ritirato)
- Tsegaye Keneni Derera (12 gennaio 2014 succeduto - 23 novembre 2023 ritirato)[1]
- Dejene Hidoto Gamo, O.F.M.Cap., dal 19 giugno 2024

## Statistiche
Il vicariato apostolico nel 2022 su una popolazione di 5.835.000 persone contava 198.000 battezzati, corrispondenti al 3,4% del totale.
| anno | popolazione | popolazione | popolazione | presbiteri | presbiteri | presbiteri | presbiteri                | diaconi | religiosi | religiosi | parrocchie |
| anno | battezzati  | totale      | %           | numero     | secolari   | regolari   | battezzati per presbitero | diaconi | uomini    | donne     | parrocchie |
| ---- | ----------- | ----------- | ----------- | ---------- | ---------- | ---------- | ------------------------- | ------- | --------- | --------- | ---------- |
| 1950 | 7.000       | ?           | ?           | 4          | 4          |            | 1.750                     |         |           | 3         | 2          |
| 1970 | 18.000      | 960.000     | 1,9         | 15         | 1          | 14         | 1.200                     |         | 15        | 6         |            |
| 1980 | 35.803      | 2.304.000   | 1,6         | 27         | 1          | 26         | 1.326                     |         | 29        | 28        | 11         |
| 1990 | 65.662      | 3.198.000   | 2,1         | 27         | 1          | 26         | 2.431                     | 1       | 27        | 49        | 13         |
| 1999 | 142.339     | 4.264.000   | 3,3         | 45         | 14         | 31         | 3.163                     | 1       | 34        | 51        | 17         |
| 2000 | 155.023     | 6.200.000   | 2,5         | 52         | 19         | 33         | 2.981                     | 1       | 36        | 47        | 18         |
| 2001 | 161.407     | 6.400.000   | 2,5         | 55         | 23         | 32         | 2.934                     | 1       | 44        | 50        | 27         |
| 2002 | 167.374     | 6.700.000   | 2,5         | 56         | 23         | 33         | 2.988                     | 1       | 46        | 54        | 28         |
| 2003 | 183.902     | 6.700.000   | 2,7         | 54         | 24         | 30         | 3.405                     | 1       | 41        | 53        | 28         |
| 2004 | 198.827     | 6.900.000   | 2,9         | 50         | 23         | 27         | 3.976                     |         | 38        | 67        | 28         |
| 2007 | 233.415     | 7.400.000   | 3,2         | 66         | 35         | 31         | 3.536                     | 2       | 41        | 76        | 38         |
| 2009 | 250.000     | 7.700.000   | 3,2         | 75         | 54         | 21         | 3.333                     |         | 41        | 78        | 59         |
| 2010 | 115.000     | 5.300.000   | 2,2         | 40         | 26         | 14         | 2.875                     |         | 27        | 41        | 39         |
| 2010 | 128.539     | 4.840.182   | 2,7         | 43         | 22         | 21         | 2.989                     | 1       | 25        | 47        | 21         |
| 2014 | 172.577     | 5.392.000   | 3,2         | 56         | 27         | 29         | 3.081                     |         | 31        | 51        | 37         |
| 2017 | 191.658     | 5.454.000   | 3,5         | 51         | 27         | 24         | 3.758                     |         | 25        | 46        | 34         |
| 2020 | 189.300     | 5.585.018   | 3,4         | 55         | 28         | 27         | 3.441                     |         | 30        | 35        | 36         |
| 2022 | 198.000     | 5.835.000   | 3,4         | 57         | 30         | 27         | 3.473                     |         | 30        | 35        | 36         |